# Manoir de la Cantinière
Le manoir de la Cantinière est situé sur la commune de Beaumont-la-Ronce, dans le département d'Indre-et-Loire. 

## Historique
Le monument fait l’objet d’une inscription au titre des monuments historiques depuis le 22 août 1949.